# Battaglia di Tiferno
La battaglia di Tiferno (Tifernum) fu combattuta nel 297 a.C. nei territori attualmente facenti parte del comune di Castropignano nella frazione di Roccaspromonte (CB) a circa 20km in direzione nordest della città di Boiano (Bovianum) fra le legioni di Roma e le armate sannitiche durante la Terza guerra sannitica.
Quinto Fabio Massimo Rulliano e Publio Decio Mure, eletti consoli in quell'anno, condussero i loro eserciti nel Sannio, seguendo due direttrici diverse: Fabio passò attraverso il territorio di Sora mentre Decio attraversò quello dei Sidicini. Fabio giunse allo scontro con i Sanniti nei pressi di Tifernum. Lo scontro fu incerto e durissimo fino alla fine quando, inviata parte del suo esercito sulle cime delle colline dietro il nemico, Fabio poté sfruttare l'occasione per far arrivare i soldati di Decio come rinforzi per il suo esercito e per così vincere la battaglia.
Tito Livio così racconta la battaglia:
«Quest'errata interpretazione, un vero vantaggio per i Romani, diventò per i Sanniti motivo di sgomento e incentivo alla fuga: già stremati, avevano il terrore di essere sopraffatti da quell'altro esercito in forze e ancora intatto. Erano fuggiti disordinatamente in varie direzioni, e il massacro che seguì non eguagliò per proporzioni la vittoria. Le vittime tra i nemici furono 3 400, i prigionieri 830, ventitré le insegne conquistate»
(Ab urbe condita libri, X, 14.).
Dopo questa battaglia, i due eserciti romani saccheggiarono il Sannio senza incontrare resistenza e l'attacco condotto da Fabio conquistò anche la città di Cimetra.

## battaglia
I romani inviarono due eserciti di 20 000 uomini, comandati rispettivamente da Quinto Fabio Massimo Rulliano e Publio Decio Mure. I Sanniti, in numero di 25 000, erano guidati da Gellio Stazio, che sperava di sconfiggere uno dopo l'altro i due eserciti romani. Tende un'imboscata alle truppe di Rulliano in una valle vicino a Tifernum, ma gli esploratori romani individuano l'esercito sannita.
Inizialmente i Sanniti presero il vantaggio, finché Hastati, comandato dal tribuno Lucio Cornelio Scipione Barbato e inviato da Rulliano per aggirare l'esercito sannita, apparve dalle retrovie, prendendo i Sanniti nelle retrovie. Alla vista di queste truppe, i Sanniti credettero che fossero le legioni di Decio Mure e si sciolsero. Si dispersero rapidamente e i romani, stanchi di questa difficile battaglia, non li inseguirono e fecero pochissimi prigionieri.
Rulliano unì quindi le forze con Decio Mure, il cui esercito era in realtà molto più a sud, e gli eserciti dei due consoli devastarono il Sannio per cinque mesi. Rulliano torna quindi a Roma per partecipare alle elezioni consolari, lasciando Decio Mure a saccheggiare il Sannio mentre i Sanniti cercano aiuto dagli Etruschi.